# 赵秋
赵秋，五胡十六国汲郡人，后燕官员。
370年，前燕灭亡时，赵秋说：“天道在燕，用不了十五年，秦国必为燕国所有。”383年，淝水之战后，担任冠军行参军的赵秋建议慕容垂要继承光复燕国的国统，已应图谶。现在天时已到，如果杀掉秦主苻坚，占据邺都后击鼓西行，三秦之地也不会归苻氏所有。慕容垂的亲党也都劝慕容垂，慕容垂没有听从，把军队交还给苻坚。苻坚派慕容垂至关东，他抵达安阳，长乐公苻丕亲自去迎接他。赵秋劝慕容垂擒获苻丕，占据邺城起兵，慕容垂没有听从。
384年，慕容垂的儿子慕容农在列人县起兵，派赵秋去劝说屠各人毕聪。毕聪与屠各人卜胜、张延、李白、郭超以及东夷人馀和、敕勃、易阳的乌桓人刘大各率部众投奔慕容农。慕容农派兰汗、赵秋等人掠夺了康台的牧马数千匹。慕容农考虑到慕容垂还未抵达，不敢擅自封赏。赵秋认为军队没有奖赏，士兵不会勇往直前，前来投奔的人都是想建功求利，应封爵授官，扩大中兴大业的根基。慕容农听从，于是前来投奔的人络绎不绝。前秦将领石越抵达列人城西，慕容农派赵秋及参军綦毋滕击败石越。